# Robert Kempiński

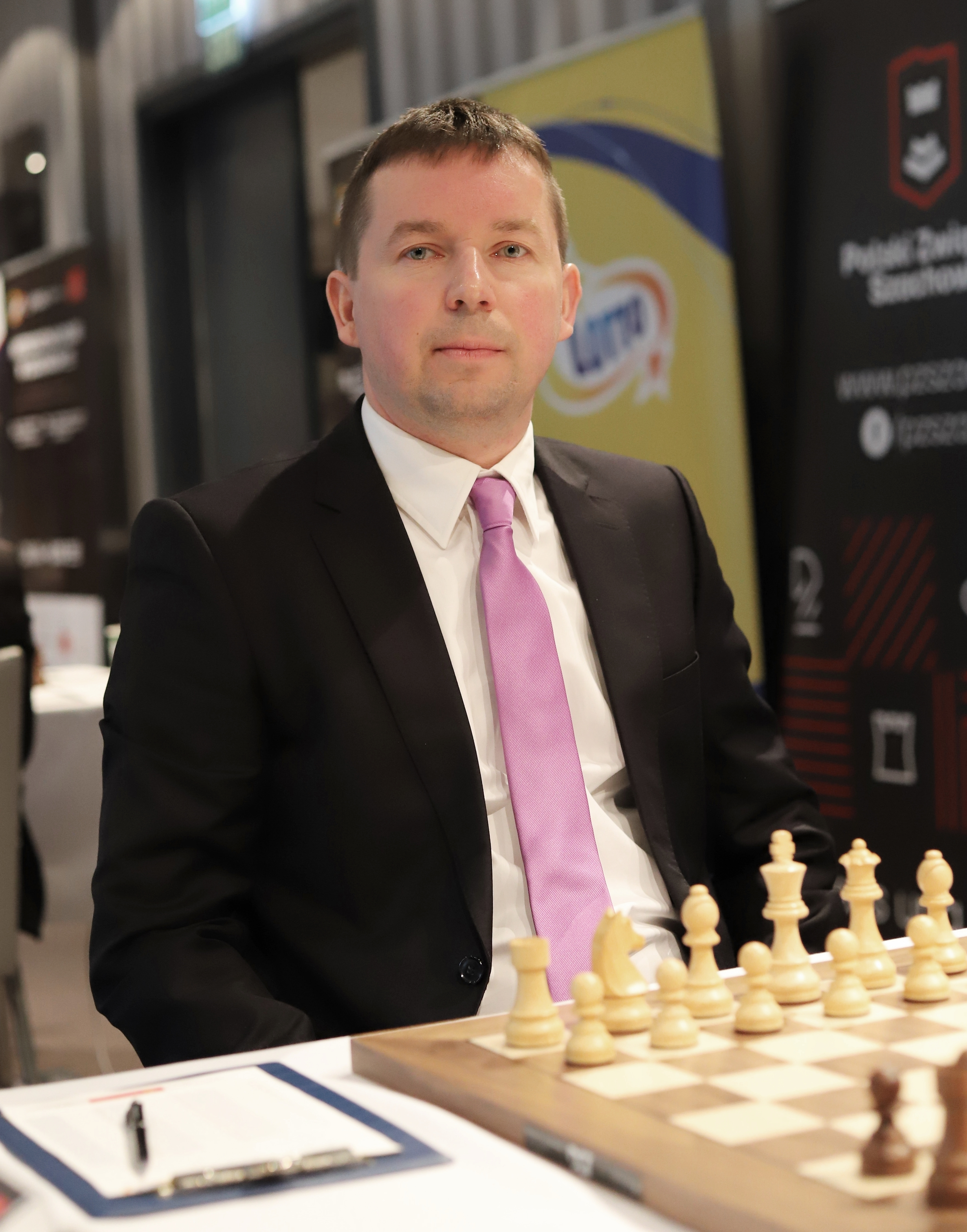
Robert Kempiński, 2021

Robert Kempiński (Gdańsk, 11 juli 1977) is een Pools schaker. Hij is een grootmeester en in het begin van de 21e eeuw behoorde hij tot de Poolse schaaktop.
Van 21 april t/m 4 mei 2005 werd in Poznan het kampioenschap van Polen gespeeld dat met 9½ uit 13 gewonnen werd door Radosław Wojtaszek. Met 9 punten eindigde Ralf Åkesson op de tweede plaats, terwijl Kempinski met 8½ punt op de derde plaats kwam.